# Угорське королівство (1920—1946)
Угорське королівство у 1920—1946 роках — угорська держава під фашистськими режимами Міклоша Горті та Уряду національної єдности. Де-факто перебувала під владою регента Міклоша Горті. Спробі Карла IV повернутися на трон вдалося запобігти під загрозою війни з сусідніми державами, а також через відсутність підтримки з боку Горті. Угорське королівство було країною Осі в роки Другої світової війни і було зосереджене на тому, щоб повернути втрачені за Тріанонським договором території, досягнувши цієї мети на початку 1941 року. В 1944 році після важких невдач Осі уряд Горті таємно вів переговори з аліянтами, а також розглядав можливість виходу з війни. Через це держава була окупована Нацистською Німеччиною і Горті був повалений. Також відоме як Регентство, Хортистська Угорщина, епоха Горті.

## Створення

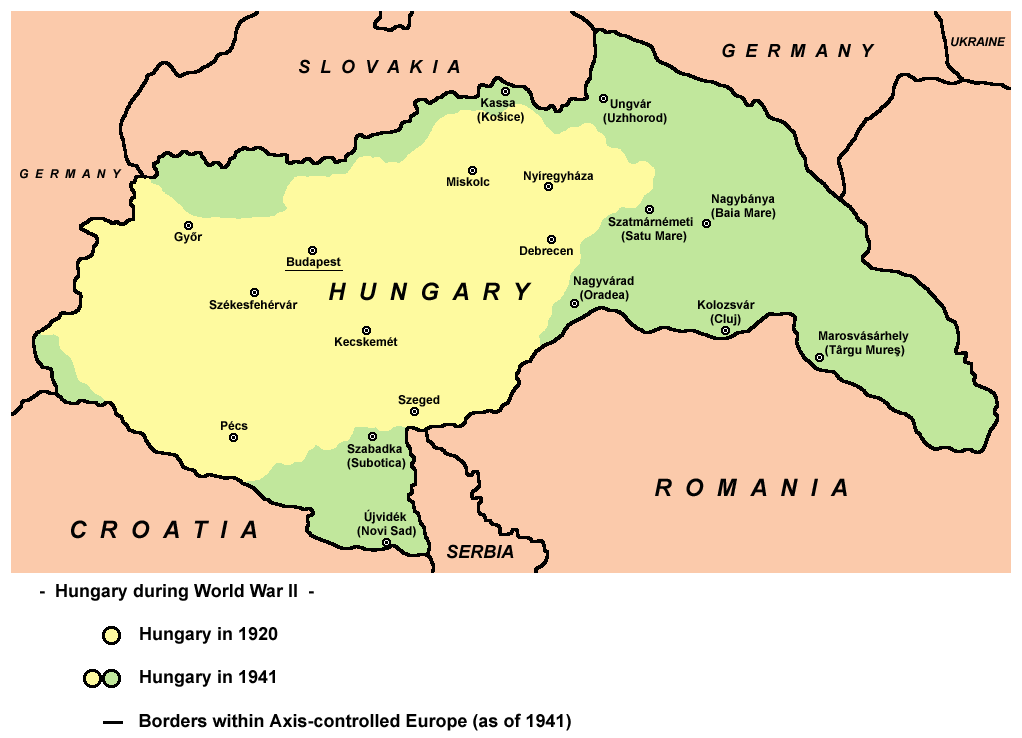
Мапа Королівства Угорщина в 1920 і в 1941 рр. (зеленим).

Після виведення окупаційних військ Румунії в 1920 році і закінчення війни проти комуністичного режиму Бела Куна угорські антикомуністи і монархісти жорстоко чистили націю від комуністів, лівих інтелектуалів, євреїв та інших загроз. У 1920 році коаліція правих політичних сил об'єдналась і повернула Угорщині конституційну монархію. Вибір нового короля затримувався через політичну боротьбу, тому було вирішено обрати регента. Колишній адмірал австро-угорського флоту Міклош Горті був обраний регентом і залишався ним до падіння держави.
4 червня 1920 року між союзними державами Антанти та Угорщиною було укладено Тріанонський мирний договір. Угорщині заборонялось мати на озброєнні авіацію, танки, важку артилерію. Максимальна чисельність угорської армії (могла формуватись лише з добровольців) не повинна була перевищувати 35 тис. осіб. Військово-морський флот, у тому числі кораблі Дунайської флотилії, передавались союзникам.
Угорщина втрачала за Тріанонським мирним договором, такі землі: Трансильванію, Мармарощину, Хорватію, Словаччину, Закарпатську Україну та Бургенланд.
З листопада 1918 до березня 1919 року угорський уряд очолював Міхай Карої.
З 1921 по 1931 рік угорський уряд очолював І. Бетлен.
1935 року в Угорщині була створена нілашистська партія «Перехрещені стріли». Наприкінці 1930-х рр. Угорщина в своїй зовнішній політиці орієнтувалася на Третій Рейх.
1938 року до Угорщини відійшли південні райони Закарпаття і Словаччини.
У ніч із 13 на 14 березня 1939 р. гортистська Угорщина за підтримки гітлерівської Німеччини розпочала війну проти Карпатської України, в результаті чого окупувала Закарпаття.

## Друга світова війна

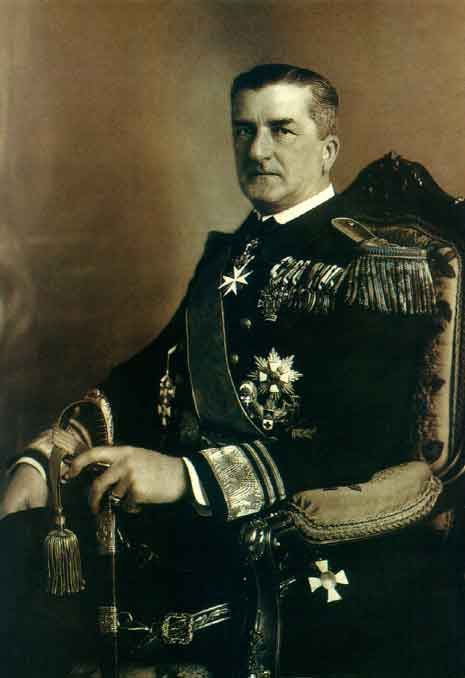
Міклош Горті

1940 року Угорське королівство приєдналось до держав Осі і попросило в концесію територію Трансильванії від Румунії. Німецький фюрер Адольф Гітлер і нацистський режим допоміг Угорщині отримати значну частину Трансильванії без війни з Румунією. Але Гітлер вимагав, щоб угорський уряд дотримувався німецьких законів у військовій і расовій політиці, щоб уникнути імовірних конфліктів у майбутньому. Антисемітизм був офіційною політикою ультраправих в Угорщині, угорський уряд допомагав Нацистській Німеччині в депортації євреїв до концентраційних таборів під час Голокосту.

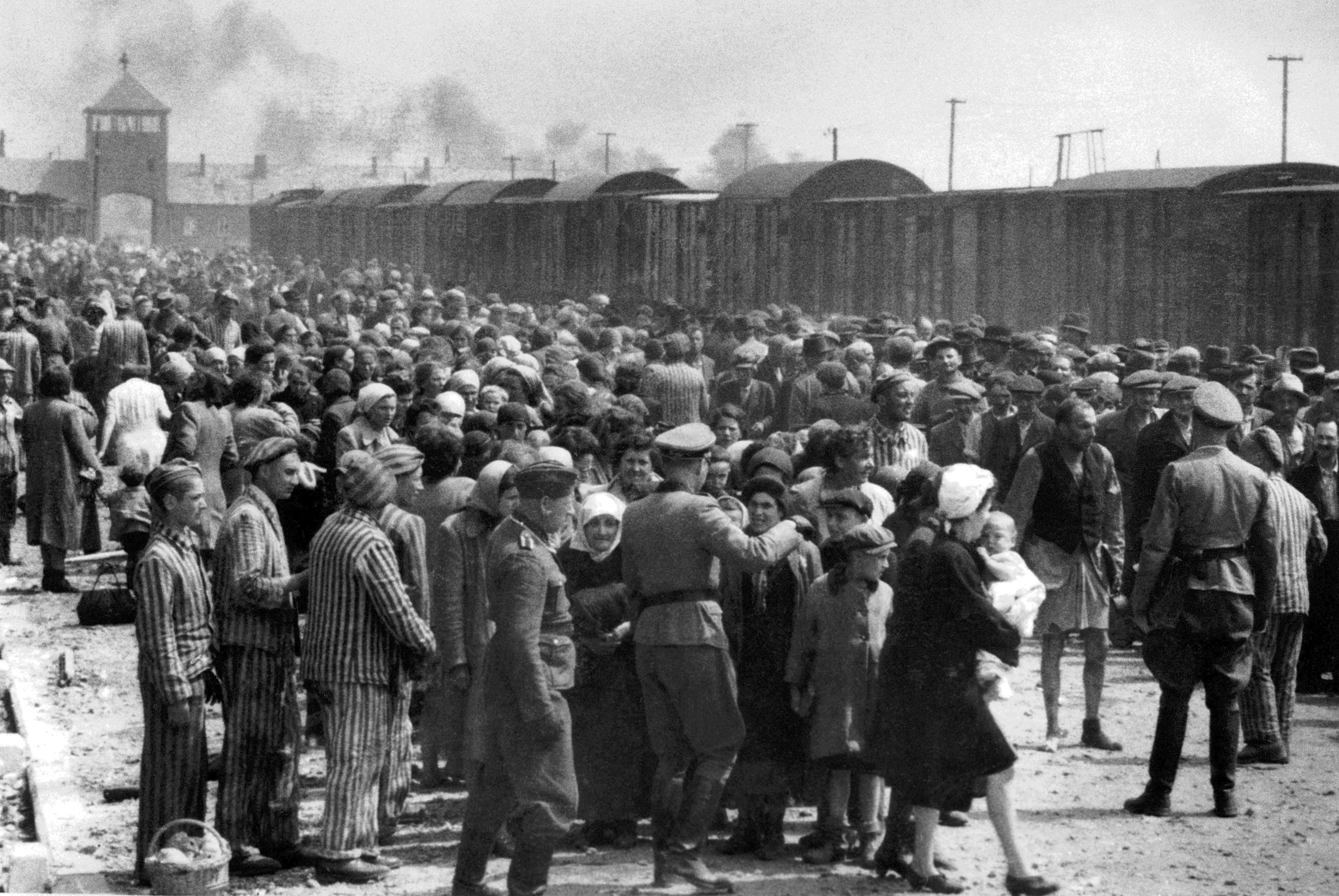
Євреї, що прибувають до Освенциму з Угорщини

Угорщина приєдналась до Німеччини й Італії під час їхнього вторгнення в Югославію в 1941 році. Угорщині було дозволено приєднати край Бачка у Воєводині, в якому мешкала значна кількість сербів, а також краї Прекмур'я і Меджимур'я, які мали словенську й хорватську більшість відповідно. Амбіції щодо Хорватії були припинені після створення Незалежної Держави Хорватія в союзі з нацистською Німеччиною і королівською Румунією. Угорський уряд направив війська для підтримки Вермахту проти Радянського Союзу. Саме тому угорське військо зазнало великих втрат під час Сталінградської битви.
1944 року радянські війська швидко просувались на захід, 11 жовтня Угорщина уклала перемир'я з державами антигітлерівської коаліції. Але вже 16 жовтня Горті склав повноваження на користь Ференца Салаші, за погодження з яким Німеччина ж відразу окупувала Угорщину і створила маріонеткову державу.

## Скасування
Під час радянської окупації доля королівства була вирішена. Вища національна рада була колективним керівником держави до 1 лютого 1946 року, коли монархія була офіційно скасована. Регентство було замінено Другою угорською республікою, яку також незабаром скасовано й утворено комуністичну державу — Угорську Народну Республіку.

## Нотатки
1. ↑  Союзницькі держави, як правило, не визнавали територіальної еволюції держав Осі після початку Другої світової війни; однак це було застосовано не у всіх випадках після закінчення війни. Де-юре, як правило, держави Осі визнавали територіальні еволюції своїх держав. Особливі виключення, в тому числі які стосуються не воюючих сторін, могли бути можливими.